# 克拉底鲁
克拉底鲁，古希腊哲学家之一，公元前5世纪后期为其鼎盛期，他将赫拉克利特的“流变”理论发展至极限。他的名言是：“人一次也不能踏进同一条河流。”